# Kampung Baru Padusunan
Kampung Baru Padusunan is een bestuurslaag in het regentschap Pariaman van de provincie West-Sumatra, Indonesië. Kampung Baru Padusunan telt 1187 inwoners (volkstelling 2010).